# Tribes of Europa
Tribes of Europa (en español, Tribus de Europa) es una serie de televisión web alemana de ciencia ficción distópica que se estrenó en Netflix el 19 de febrero de 2021 y cuenta con 6 episodios.

## Sinopsis
En un futuro próximo, en el año 2074, el continente europeo se ha dividido en varios estados tribales en guerra, luchando por el control. Tres hermanos, Kiano, Liv y Elija, se ven envueltos en el conflicto cuando toman posesión de un misterioso cubo.

## Elenco
- Henriette Confurius[1]
- Oliver Masucci como Moses[1]
- David Ali Rashed[1]
- Emilio Sakraya[1]
- Melika Foroutan como Varvara[1]
- Hoji Fortuna como Ouk[1]
- Jeanette Hain como Amena[1]
- Robert Maaser como Volgar[1]
- Anon Mall como Francois[1]
- Kendrick Ong como Grimm[1]
- Leona Paraminski como Linda Vasquez[1]
- Christoph Rygh como Taiga[1]
- Ana Ularu como Grieta[1]
- Adam Vacula como Christoph[1]
- Robert Finster como Commander David Voss[1]
- Jannik Schümann como Dewiat.

## Episodios
| Temporada | Temporada | Episodios | Episodios | Lanzamiento original  | Lanzamiento original  |
| --------- | --------- | --------- | --------- | --------------------- | --------------------- |
|           | 1         | 6         | 6         | 19 de febrero de 2021 | 19 de febrero de 2021 |

### Primera Temporada (2021)
| N.º | Título       | Dirigido por     | Escrito por                                 | Fecha de lanzamiento original |
| --- | ------------ | ---------------- | ------------------------------------------- | ----------------------------- |
| 1   | «Capítulo 1» | Philip Koch      | Philip Koch                                 | 19 de febrero de 2021         |
| 2   | «Capítulo 2» | Philip Koch      | Benjamin Seiler, Jana Burbach y Philip Koch | 19 de febrero de 2021         |
| 3   | «Capítulo 3» | Florian Baxmeyer | Benjamin Seiler, Jana Burbach y Philip Koch | 19 de febrero de 2021         |
| 4   | «Capítulo 4» | Florian Baxmeyer | Benjamin Seiler, Jana Burbach y Philip Koch | 19 de febrero de 2021         |
| 5   | «Capítulo 5» | Florian Baxmeyer | Benjamin Seiler, Jana Burbach y Philip Koch | 19 de febrero de 2021         |
| 6   | «Capítulo 6» | Philip Koch      | Benjamin Seiler, Jana Burbach y Philip Koch | 19 de febrero de 2021         |